# Brexia cauliflora
Brexia cauliflora är en benvedsväxtart som beskrevs av Louis René Tulasne. Brexia cauliflora ingår i släktet Brexia och familjen Celastraceae. Inga underarter finns listade.